# 7번 염색체
7번 염색체(七番染色體, 영어: chromosome 7)는 사람의 23쌍의 염색체 중 하나이다. 사람은 일반적으로 이 염색체를 2개 가지고 있다. 7번 염색체는 약 1억 6,000만 개의 염기쌍(DNA의 구성 요소)으로 구성되어 있으며, 세포 내 전체 DNA의 5.0~5.5%를 차지한다.

## 같이 보기
- 6번 염색체
- 8번 염색체

## 더 읽을거리
- Rodríguez L, López F, Paisán L, de la Red Mdel M, Ruiz AM, Blanco M, Antelo Cortizas J, Martínez-Frías ML (Nov 2002). “Pure partial trisomy 7q: two new patients and review”. 《American Journal of Medical Genetics》 113 (2): 218–224. doi:10.1002/ajmg.10719. PMID 12407716.